# NGC 1620
NGC 1620 este o  situată în constelația . A fost descoperită în  de către .